# Arturo Razo
Arturo Razo (* 30. November 1951 in León, Guanajuato) ist ein ehemaliger mexikanischer Fußballspieler auf der Position eines Verteidigers.

## Leben
Der gebürtige Leonese stand während der meisten Zeit seiner Profikarriere bei seinem Heimatverein Club León unter Vertrag. Dort begann er seine aktive Laufbahn 1972 und beendete sie 1983. Sein einziger anderer Verein war der Club Deportivo Guadalajara, bei dem er zwischen 1979 und 1982 unter Vertrag stand. 
Zu Beginn seiner Laufbahn absolvierte Razo zwei Länderspieleinsätze für die mexikanische Fußballnationalmannschaft, wurde danach allerdings nie wieder berufen.